# Zenion longipinnis
Zenion longipinnis är en fiskart som beskrevs av Kotthaus, 1970. Zenion longipinnis ingår i släktet Zenion och familjen Zenionidae. Inga underarter finns listade i Catalogue of Life.